# Guido Pattai
Guido Bonaventura Pattai (* 4. Juni 1818 in Groß St. Florian; † 23. März 1859 in Graz) war ein österreichischer Jurist und Politiker.

## Leben
Pattai war der Sohn des Gemeindearztes in Groß St. Florian bei Leibnitz und studierte von 1836 bis 1842 Rechtswissenschaft in Graz und Wien. Er wurde 1844 promoviert, war anschließend Advokaturskonzipient in Graz und von 1857 bis 1859 Administrator von zwei Sparkassen.
Während der Märzrevolution war er Mitglied im Fünfzigerausschuss. Vom 18. Mai 1848 bis 18. Juni 1849 war er für den Wahlkreis Steiermark in Gleinstätten Mitglied der Frankfurter Nationalversammlung in der Fraktion Deutscher Hof. Er war anschließend Mitglied im Rumpfparlament und im Zentralmärzverein. Als einziger Abgeordneter aus der Steiermark stimmte er für die Wahl von Friedrich Wilhelm IV. zum Kaiser der Deutschen.
Im Mai 1848 war er Alterssekretär in der Nationalversammlung. 
Als Teilnehmer im Rumpfparlament war ihm eine Stelle im Staatsdienst in Österreich in der Reaktionsära verwehrt. Er wurde zwar mehrfach von der Advokatenkammer zur Anstellung vorgeschlagen, aber niemals bestätigt. Ab 1853 war er lungenleidend.
Sein Sohn Robert Pattai wurde ebenfalls Rechtsanwalt und Politiker.